# Луи Огюст де Бурбон, герцог Мэнский
Луи-Огюст де Бурбон, герцог Мэнский (фр. Louis Auguste de Bourbon, Légitimé de France; 31 марта 1670 — 14 мая 1736) — внебрачный сын короля Франции Людовика XIV и мадам де Монтеспан. С самого детства он воспитывался Франсуазой д’Обинье, маркизой Ментенон.

## Биография
В возрасте 4 лет получил звание генерал-полковника. В 1692 году женился на Луизе Бенедикте Конде, дочери Генриха III, принца Конде. У них родилось семеро детей, пятеро из которых умерли в раннем детстве; два выживших сына герцога Мэнского, Луи Огюст, принц Домб (1700—1755) и Луи Шарль, граф д’Э (1701—1775), наследников не оставили, так как не были женаты.
Летом 1714 года после череды смертей в королевской семье Людовик XIV узаконил права Луи-Огюста на французский престол в случае, если бы не осталось других прямых наследников. После смерти Людовика XIV в 1715 году и прихода к власти регента Филиппа II Орлеанского, герцог Мэнский стал членом регентского совета и воспитателем малолетнего короля Людовика XV. Началась борьба между ним и Филиппом, в результате которой в 1718 году Луи-Огюст был лишён ранга принца крови и приравнен к герцогам и пэрам Франции. В декабре того же года он с женой участвовал в заговоре испанского посланника Челламаре против регента, за что был сослан. Выпущенный на свободу в 1720 году, он уехал в своё поместье, где и умер 14 мая 1736 года.

## Образ в культуре
Герцогу Мэнскому, командовавшему французской артиллерией, в 1717 году был рекомендован «Арап Петра Великого» Абрам Петрович Ганнибал, о чём Ганнибал писал в предисловии к своей рукописной «Фортификации», посвящённой Екатерине I.
Заговор Челламаре, в котором участвовал герцог Мэнский, является сюжетной основой романа Александра Дюма-отца «Шевалье д'Арманталь».